# Rio Dichiu (Ialomiţa)
O Rio Dichiu é um rio da Romênia, afluente do Oboarele, localizado no distrito de Dâmboviţa.